# Sojuz TMA-7

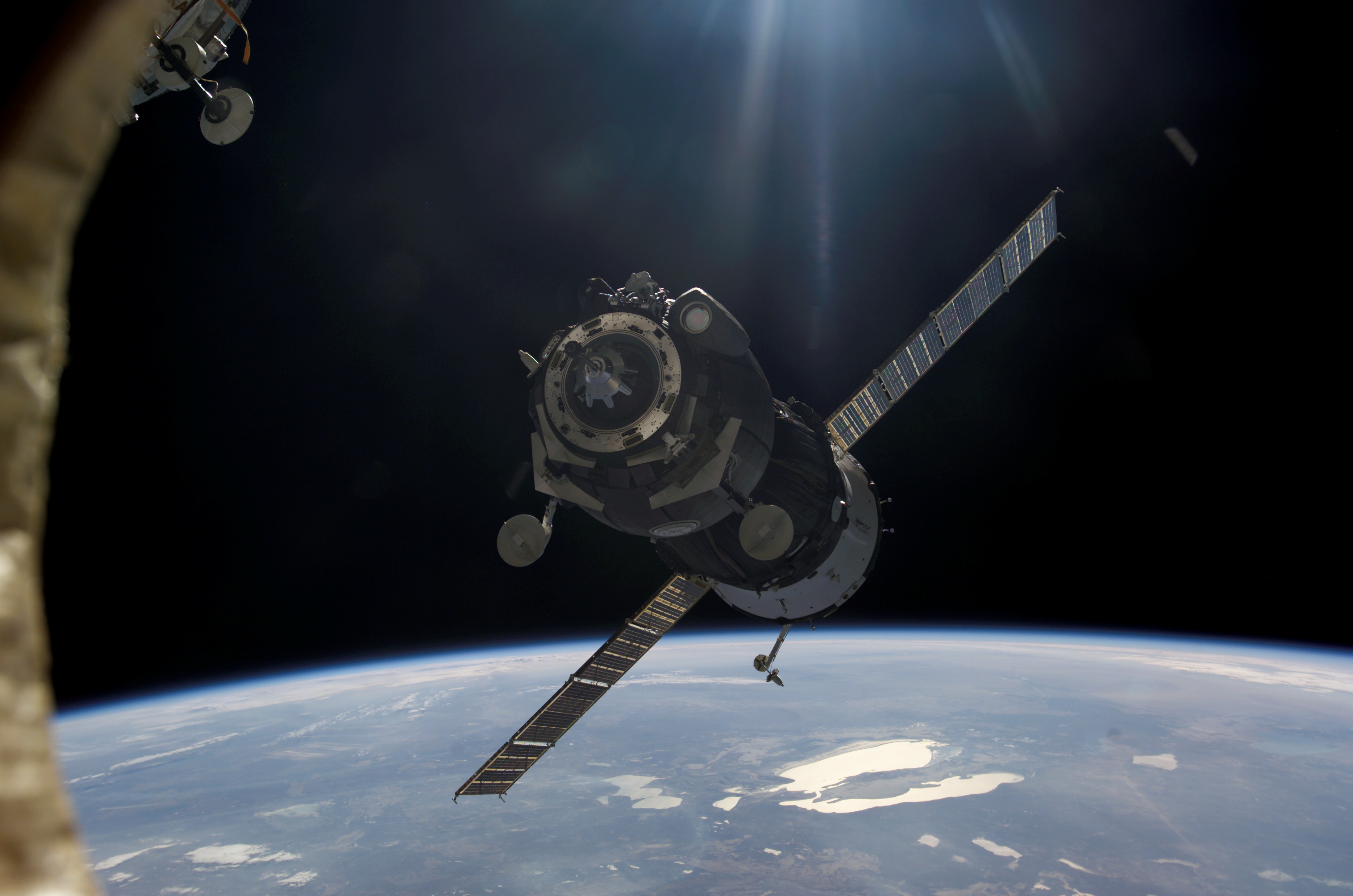
Statek Sojuz TMA-7 podczas zbliżenia do Międzynarodowej Stacji Kosmicznej; w tle widoczne Jezioro Aralskie.

Sojuz TMA-7 – misja rosyjskiego statku kosmicznego Sojuz. Lot był dwudziestą ósmą załogową wizytą na pokładzie Międzynarodowej Stacji Kosmicznej. Wyprawa w ramach programu Sojuz-Taxi nosiła oznaczenie EP-9 (dziewiąta ekspedycja odwiedzająca).

## Przebieg misji
Zgodnie z planem start nastąpił 1 października 2005 o godzinie 3:55 (GMT). 
Sojuz TMA 7 przetransportował na pokład stacji dwóch członków dwunastej stałej załogi (ISS 12) – Williama McArthura i Walerija Tokariewa wraz z kosmicznym turystą Gregorym Olsenem.
Wcześniej planowano, że wznowienie lotów wahadłowców pozwoli na powiększenie stałej załogi do trzech osób i trzeci stały członek załogi Thomas Reiter miał dotrzeć na stację na pokładzie amerykańskiego wahadłowca w ramach misji STS-121. Z uwagi na odroczenie przez NASA kolejnego startu wahadłowca do połowy 2006 roku 12. stała załoga pracowała w dwuosobowym składzie.
3 października 2005 o godzinie 5:27 (GMT) statek Sojuz TMA-7 połączył się z Międzynarodową Stacją Kosmiczną. Astronauci McArthur i Tokariew zastąpili na pokładzie dotychczasową załogę stacji, Siergieja Krikalowa i Johna Phillipsa.
7 listopada 2005 McArthur oraz Tokariew po raz pierwszy w czasie swojej misji wyszli na zewnątrz Międzynarodowej Stacji Kosmicznej. Przez blisko 5,5 godziny wykonali kilka prac remontowych oraz na jednej z kratownic zainstalowali kamerę telewizyjną. Przed wyjściem w otwarty kosmos astronauci mieli problemy ze źle skonfigurowaną śluzą, co uniemożliwiało prawidłowe obniżanie ciśnienia. Dopiero po odpowiednim ustawieniu zaworu przy drugiej próbie wszystko przebiegło bez przeszkód.
18 listopada 2005 statek Sojuz TMA-7 został przecumowany z węzła Pirs do węzła na module Zarja. Statek towarowy Progress M-55 dostarczył zaopatrzenie 23 grudnia 2005.
3 lutego 2006 obaj astronauci ponownie wyszli na zewnątrz MKS. Podczas trwającego blisko 6 godzin spaceru załoga wyrzuciła stary przeterminowany skafander typu Orłan, który został wyposażony w amatorską aparaturę radiową. Obiekt nazwano SuitSat. Poza tym astronauci zdemontowali z modułu Pirs jeden z kontenerów eksperymentu Biorisk-MSN oraz wykonali przegląd elementów zewnętrznych rosyjskiego segmentu MKS.
11 i 22 lutego 2006 przy pomocy silników Progressa M-55 wykonano dwie korekcje orbity podnosząc ją o 3 km.
20 marca 2006 statek Sojuz TMA-7 odłączył się od węzła cumowniczego umieszczonego na module Zarja. Po dokonaniu przelotu wokół stacji dokował do węzła modułu Zwiezda.
8 kwietnia 2006 astronauci McArthur, Tokariew i Pontes przemieścili się ze stacji do kapsuły Sojuza TMA-7. Właz został zatrzaśnięty o godzinie 17:33 UTC, a manewr oddzielenia od stacji rozpoczął się o godzinie 20:28. Po blisko dwuipółgodzinnym swobodnym locie uruchomiono na 4 minuty i 16 sekund silniki statku, co spowodowało zmianę jego prędkości o 115,2 m/s, a w konsekwencji wejście w atmosferę i lądowanie 48 km na północny wschód od Arkałyku w Kazachstanie.
Sojuz TMA-7 powrócił na Ziemię 8 kwietnia 2006 o godzinie 23:47. Tokariew i McArthur spędzili w przestrzeni kosmicznej 189 dni 19 godzin 52 minuty i 32 sekundy, a Brazylijczyk Marcos Pontes 9 dni 21 godzin 17 minut i 4 sekundy.